# Tortura
Tortura é a imposição de dor física ou psicológica (com crueldade, intimidação, punição) a uma pessoa, para obtenção de uma confissão, informação ou simplesmente por prazer da pessoa que prática o ato.
Também tem, como uma definição mais abrangente: "o dano físico e mental deliberado causada pelos governos contra os indivíduos para destruir a personalidade individual e aterrorizar a sociedade" segundo o Departamento de Saúde e Serviços Humanos dos Estados Unidos.
Por fim, de acordo com a Convenção Americana sobre Direitos Humanos, entende-se também como tortura: a aplicação sobre uma pessoa, de métodos tendentes a anular a personalidade da vítima ou a diminuir sua capacidade física ou mental, ainda que não causem dor física ou angústia psíquica.

## História

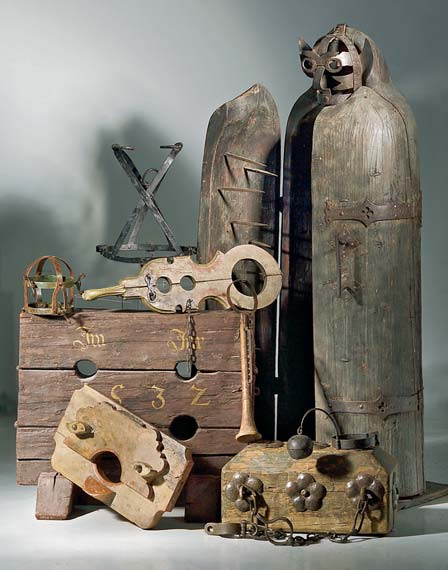
Instrumentos de tortura

Durante a maior parte da história, a pena capital foi, muitas vezes, deliberadamente dolorosa. Dentre as penas mais cruéis, incluem-se a roda, o cavalete, a dama de ferro, o garrote vil, o tronco, o garfo, o esmaga joelhos, a coroa-de-cristo, a gota tártara, o berço de Judas, o burro espanhol, o tripálio, a ebulição até a morte, o esfolamento, o estiramento, o esventramento, a trepanação, o poço de cobras, a degola, a precipitação, o afogamento simulado, a flagelação, a crucificação, a empalação, a decapitação, a águia de sangue, o estrangulamento, o abacinamento, o esmagamento, o apedrejamento, o enforcamento, a morte na fogueira, o desmembramento, o espancamento, a serração, o escafismo, o escalpelamento, a morte por mil cortes, o schwedentrunk, o damnatio ad bestias, o enterro prematuro, a injeção letal, o fuzilamento, a eletrocussão, o colar (técnica de linchamento que consiste em colocar um pneu em volta do pescoço ou do corpo do supliciado e, em seguida, atear fogo ao pneu). Um exemplo de tortura na Grécia Arcaica é a história do touro de bronze, proposto por Fálaris, em meados do ano 6 a.C.. As Cinco Punições são um exemplo que vem da China Antiga.
Métodos deliberadamente dolorosos de execução por crimes graves foram parte da justiça até o desenvolvimento do Humanismo na filosofia do século XVII. Na Inglaterra, as penas cruéis foram abolidas pela Declaração de Direitos de 1689. Durante o Iluminismo, desenvolveu-se, no mundo ocidental, a ideia de direitos humanos universais. A adoção da Declaração Universal dos Direitos Humanos em 1948 marca o reconhecimento, pelo menos formal, da proibição da tortura por todos os estados membros da Organização das Nações Unidas. Porém, seu efeito na prática é limitado, já que a declaração não é ratificada oficialmente e não tem carácter juridicamente vinculativo no direito internacional, embora seja considerada parte do direito internacional consuetudinário.

## Etimologia
O termo "tortura" procede do termo latino tortura.

## Direitos Humanos
A tortura foi proibida pela Terceira Convenção de Genebra (1929) e por convenção das Nações Unidas adotada pela Assembleia Geral em 10 de dezembro de 1984 através da resolução n.º 39/46. A tortura constitui uma grave violação dos Direitos Humanos, não obstante ainda ser praticada no mundo, frequentemente coberta por uma definição imprecisa do conceito nas legislações locais.
A proibição da tortura remonta à Terceira Convenção de Genebra (1929), reforçada pela convenção das Nações Unidas adotada pela Assembleia Geral em 10 de dezembro de 1984, por meio da resolução n.º 39/46. Considerada uma das mais abomináveis violações dos Direitos Humanos, a prática da tortura persiste no mundo contemporâneo, muitas vezes obscurecida por definições ambíguas e imprecisas nos arcabouços legais locais. Apesar dos esforços internacionais para erradicá-la, a tortura continua a ser perpetrada, trazendo consigo profundas consequências físicas e psicológicas para suas vítimas e minando os fundamentos da dignidade humana. A existência de Comitês de Tortura, dedicados à fiscalização e prevenção dessas práticas, representa um avanço significativo na defesa dos Direitos Humanos, oferecendo um contraponto vital na luta contra a impunidade e na promoção de uma cultura de respeito aos princípios éticos e legais universais.
Os Comitês de Tortura desempenham um papel crucial na promoção dos direitos humanos e na prevenção da tortura no Brasil. Compostos por especialistas independentes, advogados, ativistas e representantes da sociedade civil, esses comitês monitoram e fiscalizam as condições de detenção em diversas instituições, incluindo prisões, centros de detenção juvenil, hospitais psiquiátricos e locais de custódia para imigrantes. Baseados em tratados internacionais ratificados pelo Brasil, como a Convenção Contra a Tortura da ONU, esses comitês têm autonomia para realizar inspeções regulares e investigações sobre alegações de tortura e maus-tratos.
Recentemente, em 29 de novembro de 2021, o Governador do Distrito Federal, utilizando as atribuições conferidas pelo artigo 100, incisos XXVI e XXVII, da Lei Orgânica do Distrito Federal, em conjunto com o Decreto nº 40 869, que institui o Sistema Distrital de Prevenção e Combate à Tortura – SDPCT e cria o Comitê Distrital de Prevenção e Combate à Tortura - CDPCT, determinou a designação de membros para o referido comitê. Entre estes membros, destaca-se a nomeação de ADOLFO MOISÉS VIEIRA DA ROCHA, que passa a exercer a função de Membro Titular do Comitê Distrital de Prevenção e Combate à Tortura, representando a Sociedade Civil. Esta ação reforça o compromisso do Distrito Federal em fortalecer as instituições e políticas de combate à tortura, garantindo a participação da sociedade civil na proteção dos direitos humanos e na promoção da dignidade e justiça para todos os cidadãos.

## Convenção das Nações Unidas contra a Tortura
A Convenção das Nações Unidas contra a Tortura e Outros Tratamentos ou Penas Cruéis, Desumanos ou Degradantes (Resolução 39/46 da Assembleia Geral das Nações Unidas) foi estabelecida em 10 de dezembro de 1984. A Convenção foi ratificada pelo Brasil em 28 de setembro de 1989. Constitui-se de 33 artigos, dentre os quais destacam-se os seguintes:

Artigo 1º
Para fins da presente Convenção, o termo "tortura" designa qualquer ato pelo qual dores ou sofrimentos agudos, físicos ou mentais, são infligidos intencionalmente a uma pessoa a fim de obter, dela ou de terceira pessoa, informações ou confissões; de castigá-la por ato que ela ou terceira pessoa tenha cometido ou seja suspeita de Ter cometido; de intimidar ou coagir esta pessoa ou outras pessoas; ou por qualquer motivo baseado em discriminação de qualquer natureza; quando tais dores ou sofrimentos são infligidos por um funcionário público ou outra pessoa no exercício de funções públicas, ou por sua instigação, ou com o seu consentimento ou aquiescência. Não se considerará como tortura as dores ou sofrimentos que sejam consequência unicamente de sanções legítimas, ou que sejam inerentes a tais sanções ou delas decorram.
O presente artigo não será interpretado de maneira a restringir qualquer instrumento internacional ou legislação nacional que contenha ou possa conter dispositivos de alcance mais amplo.
Artigo 2º
§1. Cada Estado Membro tomará medidas eficazes de caráter legislativo, administrativo, judicial ou de outra natureza, a fim de impedir a prática de atos de tortura em qualquer território sob sua jurisdição.
§2. Em nenhum caso poderão invocar-se circunstâncias excepcionais, como ameaça ou estado de guerra, instabilidade política interna ou qualquer outra emergência pública, como justificação para a tortura.
Artigo 3º
§1. Nenhum Estado Membros procederá à expulsão, devolução ou extradição de uma pessoa para outro Estado, quando houver razões substanciais para crer que a mesma corre perigo de ali ser submetida a tortura.
§2. A fim de determinar a existência de tais razões, as autoridades competentes levarão em conta todas as considerações pertinentes, inclusive, se for o caso, a existência, no Estado em questão, de um quadro de violações sistemáticas, graves e maciças de direitos humanos.
Artigo 5
Ninguém será submetido à tortura, nem a tratamento ou castigo cruel, desumano ou degradante.
Artigo 16
§1. Cada Estado Membro se comprometerá a proibir, em qualquer território sob a sua jurisdição, outros atos que constituam tratamentos ou penas cruéis, desumanos ou degradantes que não constituam tortura tal como definida no "artigo 1º", quando tais atos forem cometidos por funcionário público ou outra pessoa no exercício de funções públicas, ou por sua instigação, ou com o seu consentimento ou aquiescência. Aplicar-se-ão, em particular, as obrigações mencionadas nos "artigos 10, 11, 12 e 13", com a substituição das referências a outras formas de tratamentos ou penas cruéis, desumanos ou degradantes.

§2. Os dispositivos da presente Convenção não serão interpretados de maneira a restringir os dispositivos de qualquer outro instrumento internacional ou lei nacional que proíba os tratamentos ou penas cruéis, desumanos ou degradantes ou que se refira à extradição ou expulsão.

## Pesquisas Sobre Métodos de Tortura

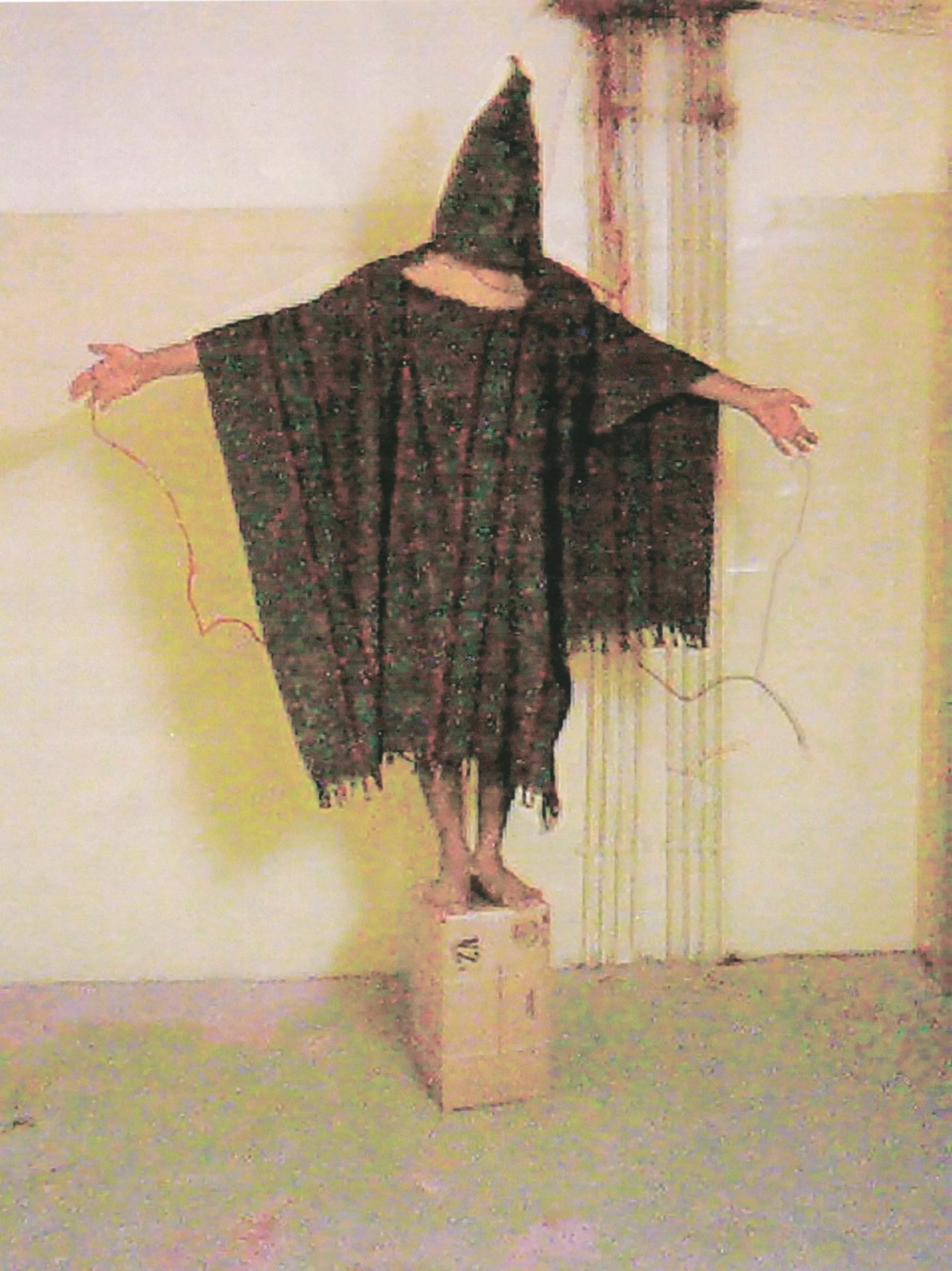
Abu Ghraib: com as mãos e o pênis amarrados com arame, o prisioneiro toma choques se cair da caixa.

Alfred W. McCoy, PhD em História pela Universidade de Wisconsin-Madison e autor do livro A Question of Torture: CIA Interrogation from the Cold War to the War on Terror (em português, "Uma Questão de Tortura: Interrogatórios da CIA da Guerra Fria à Guerra ao Terrorismo"), examina a relação entre as pesquisas clandestinas da Agência Central de Inteligência (CIA) no Projeto MKULTRA, as técnicas dos Manuais KUBARK e as imagens de tortura em Abu Ghraib, descrevendo os resultados obtidos pela CIA em suas pesquisas sobre o que ele chama de "tortura sem contato" ("no-touch", em inglês), ou seja, tortura que não deixa marcas físicas aparentes. Em artigo publicado no jornal San Francisco Chronicle, de 19 de setembro de 2004, McCoy apresenta uma linha do tempo sobre a evolução de métodos de "tortura sem contato" e uma análise do uso destas técnicas "sem marcas".
McCoy desenvolveu um dos mais detalhados estudos da longa história do envolvimento da CIA em pesquisas sobre tortura. Pesquisador na Universidade de Wisconsin, há 20 anos acompanha as buscas da CIA por métodos de tortura. Ao descrever a relação entre o Projeto MKULTRA e demais pesquisas em controle da mente e os métodos que fazem parte das instruções dos Manuais KUBARK, ele afirma que "as experiências da CIA em tortura nos anos 1950 e início dos anos 1960 foram codificadas em 1963, de maneira sucinta, em um manual secreto de instruções sobre tortura – o manual KUBARK de Interrogatório de Contrainteligência, que tornar-se-ia a base para um novo método de tortura disseminado globalmente nas três décadas seguintes".
No Brasil, notícias sobre o MKULTRA não foram divulgadas no ano de sua revelação (1978), quando a imprensa estava sob censura, e só emergiram, sem grande repercussão, apenas por volta de 2003. A extrema relevância das técnicas de controle, continuamente pesquisadas sobretudo por órgãos de segurança e militares americanos, parece explicar a pouca divulgação do projeto MKULTRA.

## Tortura Médica
Além das pesquisas formais patrocinadas por órgãos americanos, a própria evolução da medicina acaba, devido ao uso indevido do conhecimento e a falta de ética de profissionais da área, contribuindo para a especialização da tortura.
Além disso, muitos médicos se puseram a serviço de estados que torturam para encobrir os atos de abusos praticados pelo estado. Neste quadro, está o médico Harry Shibata em São Paulo, que assinou laudos cadavéricos falsos de presos políticos. Também notório foi o caso do psiquiatra Amílcar Lobo, que participou ativamente na tortura durante os anos da ditadura no Brasil.
Nos Estados Unidos, recentemente, médicos, assim como psicólogos, têm tido participação na tortura de prisioneiros tanto em pesquisas como atuando nas prisões, conforme descreve o pesquisador doutor Steven H. Miles.
No passado recente, as pesquisas do Projeto MKULTRA de controle da mente foram realizadas por médicos, psicólogos e vários profissionais da área de saúde em mais de 100 instituições e universidades americanas.
Um dos primeiros casos conhecidos de médicos participantes em tortura foi o do médico nazista Josef Mengele, chamado de "Anjo da Morte", que se utilizava de presos indefesos em campos de concentração no período nazista, notadamente em Auschwitz. O Código de Ética Médica recrimina e reprime severamente a prática de tortura.
No Canadá, na década de 1960, o médico Ewen Cameron, através de recursos fornecidos pela Fundação Rockefeller, trabalhou para a CIA no desenvolvimento de métodos de lavagem cerebral no Memorial Hospital, afiliado à Universidade McGill, em Montreal, se utilizando de seus pacientes como cobaias humanas.
Mais recentemente, na prisão de Guantánamo, médicos militares estadunidenses estiveram envolvidos em sessões de tortura monitoradas.
O doutor Steven H. Miles, professor do Centro de Bioética do Departamento de Medicina da Universidade de Minnesota, em seu livro Oath Betrayed: America's Torture Doctors (tradução para o Portuguêsː "Juramento traído: médicos torturadores na América"), examina o envolvimento de médicos americanos na tortura em Abu Ghraib, Guantánamo e outros locais.

## Documentação do Programa de Tortura Americano
Documentos do Programa de Tortura americano, cuja existência foi revelada apenas após o escândalo de Abu Ghraib, estão sendo arquivados, conforme são revelados, pelo projeto The National Security Archive, sob o título em inglês "Torture Archive".

## Brasil

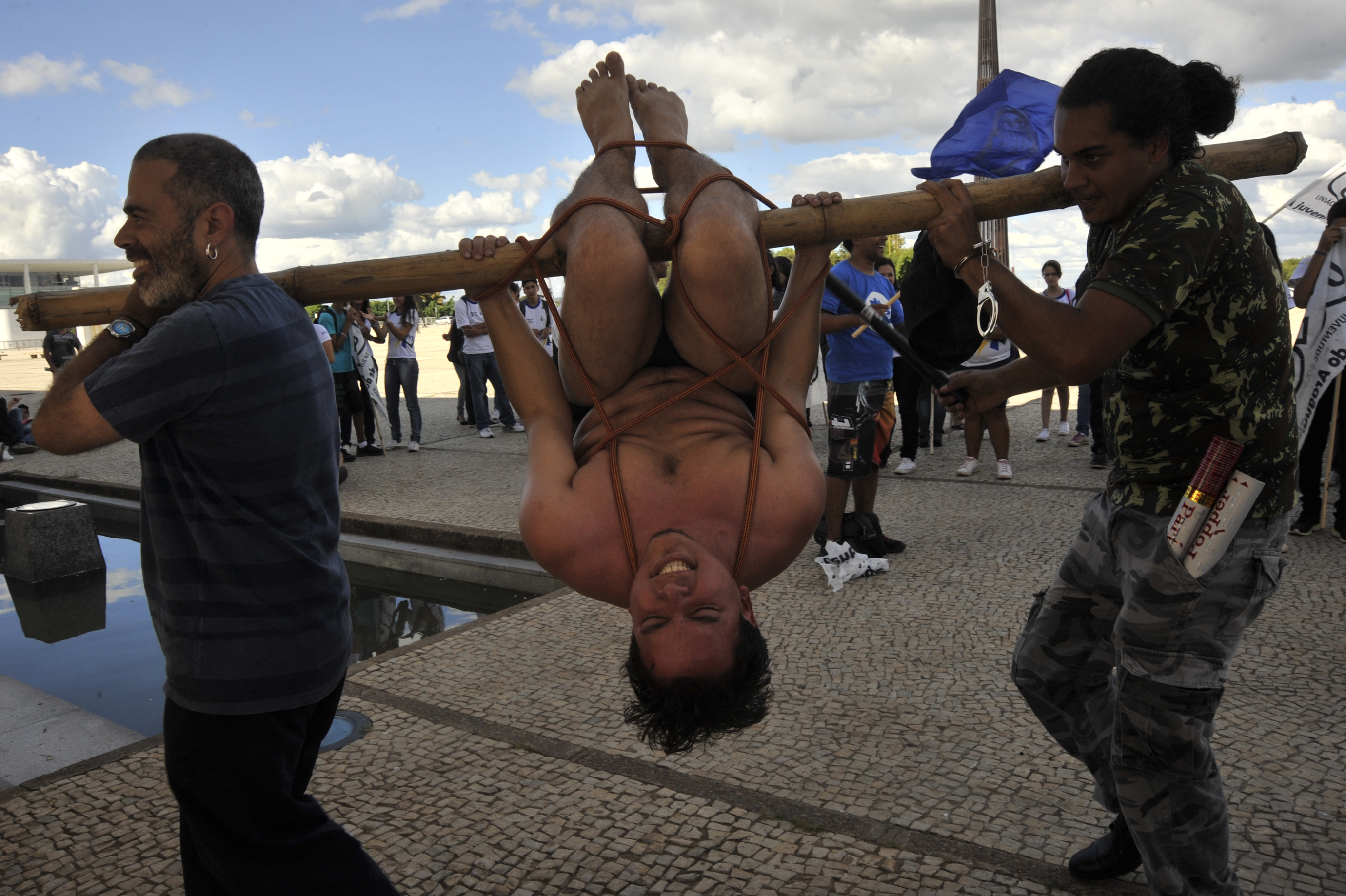
Em Brasília, em 2012, manifestantes simulam o método de tortura conhecido como pau de arara.

No Brasil, o uso da tortura - seja como meio de obtenção de provas através da confissão, seja como forma de castigo a prisioneiros - data dos tempos da Colônia. Legado da Inquisição, a tortura nunca deixou de ser aplicada durante os 322 anos de período colonial e nem posteriormente - nos 67 anos do Império e no período republicano.
Durante os chamados anos de chumbo, assim como na ditadura Vargas (período denominado Estado Novo ou República Nova, em alusão à República Velha, que se findava), houve a prática sistemática da tortura contra presos políticos - aqueles considerados subversivos, que, alegadamente, ameaçavam a segurança nacional.
Durante a ditadura militar de 1964, os torturadores brasileiros eram, em sua grande maioria, militares das forças armadas, em especial do exército. Os principais centros de tortura no Brasil, nesta época, eram os DOI/CODI, órgãos militares de defesa interna. No ano de 2006, Carlos Alberto Brilhante Ustra, coronel do Exército Brasileiro e ex-chefe do DOI/CODI de São Paulo, respondeu por crime de tortura em tribunal militar.
Em virtude do mandado de criminalização presente no artigo quinto, inciso XLIII da Constituição Federal de 1988, a tortura, assim como o tráfico de drogas, o terrorismo e os crimes hediondos, é inafiançável e insuscetível de graça ou anistia, como consta da lei no 9 455 de 7 de abril de 1997, que tipifica o crime de tortura e detalha as causas de qualificação e aumento de pena.

## Movimentos de Direitos Humanos
O grupo Tortura Nunca Mais desempenhou papel extremamente significativo e vital em denunciar os que atuaram como torturadores durante a Ditadura no Brasil e é um grupo reconhecido e respeitado internacionalmente.
A Anistia Internacional (Amnistia Internacional em Portugal) é uma organização internacional não governamental que tem, como principal propósito, promover os direitos humanos conclamados pela Declaração Universal de Direitos Humanos e outras leis internacionais.
A Organização das Nações Unidas também desempenha importante papel na defesa dos direitos humanos através de suas agências especializadas, mantendo, na sua estrutura, o Escritório do Alto Comissário das Nações Unidas para os Direitos Humanos - UNHCHR.
Manfred Nowak, Diretor do Instituto Ludwig Boltzmann de Direitos Humanos, foi investigador da Organização das Nações Unidas e visitou a República Popular da China para realizar inspeção sobre a continuação das práticas de tortura no país.
Visitou prisões no Tibete, na região de maioria muçulmana de Xinjiang e na capital Pequim. A China tornou a tortura ilegal em 1996, mas organizações de defesa dos direitos humanos afirmam que o país ainda usa esse método para conseguir confissões de crimes.
Nowak disse ter ouvido relatos de tortura, incluindo o uso de bastões de choque elétrico, queimaduras com cigarros, imersão em poços de esgoto e pessoas interrogadas por mais de duas semanas sem poder dormir. Comentou sobre "um prisioneiro obrigado a deitar em uma única posição em uma cama por 85 dias". E acrescentou que "tortura psicológica também é usada, particularmente em campos de trabalho, para alterar a personalidade dos prisioneiros".

## Tortura no Cinema
- O filme ganhador do Oscar em 2006 Caminho para Guantánamo, de Michael Winterbottom, conta a história real de três cidadãos britânicos inocentes que, em 2001, são sequestrados no Afeganistão, vendidos aos americanos por chefes de tribos da Aliança do Norte como sendo terroristas, e levados presos para a base militar de Guantánamo. O filme descreve técnicas e procedimentos de tortura física e psicológica praticada pelas forças americanas.
- O filme Cativeiro, de 2007, estrelado por Elisha Cuthbert, conta a história de uma modelo que é sequestrada por um fã psicopata e passa por inúmeras torturas psicológicas.
- O filme Estado de Sítio, de Costa-Gavras, baseia-se nos fatos reais da vida de Dan Mitrione (no filme, sob nome fictício), incluindo cenas em que um policial dá aulas práticas de tortura com aplicação de choques elétricos, utilizando-se de mendigos do Rio de Janeiro e de Belo Horizonte como cobaias.
- O filme em espanhol El crimen de Cuenca, de Pilar Miró, relata fatos reais da tortura de agricultores na Espanha nas mãos da Polícia Civil no início do Século XX.
- O filme Saló ou os 120 dias de Sodoma, de Pier Paolo Pasolini, conta a história de senhores feudais e a tortura de suas vítimas.
- O filme Unthinkable conta a história de um terrorista de nacionalidade americana, veterano da Delta Force, especializado em explosivos. Ele coloca três bombas nucleares em três cidades americanas, exigindo que o presidente anuncie a retirada das tropas americanas dos países asiáticos e que o fornecimento de ajuda e de armas aos ditadores daqueles países seja interrompido. Durante os vários dias em que é interrogado pelo Exército norte-americano, pela CIA e pela Agência Federal de Investigação (FBI), há inúmeros relatos de tortura física e psicológica.
- O filme A morte e a donzela, de Roman Polanski, baseado em peça teatral do chileno Ariel Dorfman, explora as consequências psicológicas da tortura.
- O documentário francês Escadrons de la mort, l'école française, de 2003 (em português: "Os Esquadrões da morte: A escola francesa") trata da transferência das técnicas francesas de tortura pelo Serviço secreto francês para os sistemas de tortura de outros países, incluindo os países latinos - da documentarista francesa Marie-Monique Robin.[27]
- O documentário Tortura Made in USA, de 2009, de Marie-Monique Robin.[28]

## Tortura na Literatura
- Marcelo Rubens Paiva, no livro intitulado "Ainda estou aqui", denuncia os crimes cometidos contra seu pai, o deputado Rubens Paiva, morto e torturado pela ditadura militar brasileira.[29]
- Na obra "Crime e Castigo", escrita por Fiódor Dostoiévski, ocorre o retrato da prática de tortura psicológica. Isso se dá, no livro, durante os interrogatórios conduzidos por Porfiri Pietróvitch, juiz de instrução responsável por investigar um assassinato, em torno do qual se desenvolve a trama. Nota-se, por exemplo, a indignação manifestada pelo protagonista do livro, ao reconhecer que seria exposto à prática, enquanto era interrogado. Constata-se ainda a confissão, por outro personagem, de um crime que não cometeu - após ser submetido à tortura psicológica, Nikolai afirma, transtornado, que foi o autor do homicídio.[30]
- A maldição Cruciatus, na saga Harry Potter, consiste em um feitiço proibido, utilizado para fins de tortura. Uma vez empregada, gera dor excruciante na vítima, podendo levar a insanidade quando empregada por tempo prolongado. Dada a crueldade do ato, bem como suas severas consequências, tal magia se enquadra entre as Três Maldições Imperdoáveis, cuja execução condena o bruxo, irrevogavelmente, à prisão em Azkaban. Um emblemático caso de seu uso, na saga, corresponde à tortura dos pais de Neville Longbottom, colega de Harry Potter. Torturados por Comensais da Morte (seguidores de Voldemort), seus pais perderam a sanidade mental, irreversivelmente.[31]

## Tortura no Teatro
- A peça Pedro y el Capitán, de Mario Benedetti, desenvolve-se exclusivamente através do diálogo entre um torturador e um prisioneiro no período das ditaduras na América Latina, no século XX.

### Alguns métodos de tortura
- Abacinamento
- Afogamento simulado (waterboarding)
- Ameaças de morte
- Anjinhos
- Choques elétricos
- Empalamento
- Enterro prematuro
- Espancamento com instrumentos e/ou força física
- Humilhação sexual
- Ingestão forçada de drogas alucinógenas
- Nudez forçada
- Posições forçadas prolongadas
- Privação de sono
- Privação simultânea dos sentidos de visão audição tato
- Taser
- Tortura por ruídos e sons
- Tortura sem contato
- Tortura térmica